# Стальский, Мусаиб Сулейманович
Мусаиб Сулейманович Стальский (1914–1942) — советский общественный и политический деятель, депутат Верховного Совета РСФСР.

## Биография
Родился в селе Ашага-Стал Кюринского округа Дагестанской области. Сын народного поэта Дагестанской АССР Сулеймана Стальского.

### Учёба
Учился в Ашага-стальской и Касумкентской школах, в Дербентском педагогическом техникуме. Окончил филологический факультет Дагестанского педагогического института, получив специальность поэта-переводчика.

## Партийная деятельность
Работал в аппарате Касумкентского райкома КПСС. Избирался депутатом Верховного Совета РСФСР I созыва от Касумкентского избирательного округа Дагестанской АССР (1938—1947).

## Литературная деятельность
Член Союза писателей СССР с 1940 г. Первые публикации стихов М.Стальского появились на страницах районной газеты «Колхозное знамя». В 1940 году в «Даггизе» вышел в свет его первый сборник стихов стихов на родном языке «Избранные произведения». Он автор нескольких газетных статей и ряда стихотворений, опубликованных в центральной и районной печати.

## Участие в Великой Отечественной войне
Когда началась Великая Отечественная война, Мусаибу исполнилось 27 лет, он был полон новых творческих планов. Но он решает идти на фронт, и добивается призыва почти год. В июне 1942 года его отправляют на учёбу в Сталинградское военное училище.
Начальник политотдела предложил Стальскому должность старшего инструктора политотдела по организационно-партийной работе, Стальский вежливо, но твердо отказался, сказав, что будет выполнять боевую задачу вместе со своими товарищами.
Дома остались жена и дочь, родившаяся в 1942 году.
Вот как описывает последний бой М. Стальского ветеран 6-й гвардейской танковой бригады, гвардии полковник в отставке, кандидат исторических наук В. Егоров в своих воспоминаниях о поэте "Имя его стало легендой:
"Вечером 23 августа курсанты были подняты по тревоге. Только что закончился массированный налет фашистской авиации, вокруг полыхало пламя пожаров, над городом висела тяжелая туча дыма и пыли. Вместе со своими товарищами, стоя в строю, слушал боевой приказ курсант Мусаиб Стальский.
Всего месяц назад сын народного поэта Дагестана, поэт-коммунист, работник Касумкентского райкома партии добровольно пошел на фронт, чтобы в тяжелое для Родины время быть там, где нужны горячее слово коммуниста и пламенное сердце патриота. В ту же ночь из курсантов были сформированы два батальона по три роты в каждой, общей численностью 800 человек.
…Утром 3 сентября, после мощного удара по оборонительным позициям десятки фашистских танков двинулись на окопы курсантов, за ними, ведя огонь из автоматов, шли густые цепи пехоты. Оборона встретила врага плотным огнем, от выстрелов ПТР загорелось несколько танков, но остальные все ближе подходили к переднему краю. …Командующий армией генерал В. И. Чуйков принял решение провести разведку боем в районе Городище, где, по данным войсковой разведки, наблюдалось сосредоточение фашистских войск. Поздно вечером два танка Т-34, командирами которых были лейтенанты Симакин и Алистратов, и два отделение десантников прорвались в глубину обороны противника и завязали ночной бой. В этой вылазке погибли экипажи танков и все десантники, в их числе Мусаиб Стальский.
Его имя увековечено в Пантеоне Славы на Мамаевом Кургане, г. Волгоград.
В послевоенные годы стихи Мусаиба Стальского помещались в коллективных сборниках. Большая подборка его стихов помещена в сборнике стихов писателей — фронтовиков, павших в годы Великой Отечественной войны,
«ОБОРВАННЫЕ СТРУНЫ».